# Дитрих, Дена
Дена Дитрих (англ. Dena Dietrich; 4 декабря 1928, Питтсбург, Пенсильвания — 21 ноября 2020, Лос-Анджелес, Калифорния) — американская актриса.
Снималась в телесериалах «Санта-Барбара», «Золотые девочки», «Все мои дети» и многих других. Помио этого у неё было несколько ролей в бродвейских постановках. Более всего она известна как Мать-Природа в американской рекламе 1970-х годов маргарина «Шиффон», в которой она произносит фразу: «Некрасиво обманывать Мать-Природу!».
Скончалась в Лос-Анджелесе 21 ноября 2020 года в возрасте 91 года. Была кремирована, а прах развеян в море.

## Избранная фильмография
- Небо под ногами (2000) — Миссис Джекобс
- Дезорганизованная преступность (1989) — Джадж Д. Гринвальт
- Всемирная история (1981)

## Телесериалы
- Филадельфия (2001—2002) — Джадж Эллен Армстронг
- Мерфи Браун (1990—1996) — Филлис
- Все мои дети (1994) — Шарлотта Столпинси
- Золотые девочки (1991) — Глория Петрилло
- Санта-Барбара (1985—1986) — Кэти Уоллес
- Руперты (1979—1980) — Этель Армбрюстер